# ペーター・ツォラー
ペーター・ツォラー（Peter Zoller, 1952年9月16日 - ）はオーストリアの物理学者。インスブルック大学教授。量子光学と固体物理学の学際的な研究に取り組み、特に量子コンピュータや量子情報科学の先駆的研究で有名である。
インスブルック出身。1977年にインスブルック大学から博士号を取得。1991年にコロラド大学ボルダー校教授、1994年から母校教授。

## 受賞歴
- 2005年 - マックス・プランク・メダル
- 2006年 - ICTPのディラック・メダル
- 2008年 - BBVA Foundation Frontiers of Knowledge Award
- 2009年 - トムソン・ロイター引用栄誉賞
- 2010年 - ベンジャミン・フランクリン・メダル
- 2013年 - ウルフ賞物理学部門
- 2018年 - ウィリス・ラム賞

## 参照
- C.V. of Peter Zoller
- Institut für Quantenoptik und Quanteninformation (IQOQI)